# چراغ نفتی (فیلم ۲۰۲۳)
چراغ نفتی یا فانوس (به انگلیسی: Gaslight) فیلمی هندی محصول سال ۲۰۲۳ و به کارگردانی پاوان کیرپالانی است. در این فیلم بازیگرانی همچون سارا علی‌خان، ویکرانت مسی، چیترانگادا سینگ و راهول دو ایفای نقش کرده‌اند.